# Sveti Gregor, Ribnica
Sveti Gregor este o localitate din comuna Ribnica, Slovenia, cu o populație de 45 de locuitori.